# Caranx rhonchus
Il carango ronco (Caranx rhonchus) è un pesce di mare della famiglia Carangidae.

## Distribuzione e habitat
Si tratta di una specie ad areale meridionale, si incontra in Oceano Atlantico orientale tra il golfo di Cadice e l'Angola e nel mar Mediterraneo, soprattutto nel settore orientale. In Italia è poco comune nei mari siciliani e decisamente raro altrove. 

È un pesce pelagico di profondità, si pesca tra 50 e 300 metri di fondale.

## Descrizione
Il suo aspetto generale ricorda più un sugarello che un Caranx. Il corpo è abbastanza affusolato, per quanto piuttosto compresso lateralmente. L'occhio è più grande che nei congeneri. Le pinne dorsali sono due, entrambe abbastanza alte, la seconda è opposta ed identica alla pinna anale e porta una vistosa macchia nera spesso sormontata da una bianca. Né la pinna anale né la pinna dorsale hanno il lobo acuto tipico di altri Caranx. Le pinne pettorali sono falcate e raggiungono l'inizio della seconda pinna dorsale; le pinne ventrali sono invece piccole, quando sono ripiegate sono alloggiate in una scanalatura ventrale. Sul peduncolo caudale sono presenti due piccole pinne (pinnule) una al di sopra ed una al di sotto dello stesso. La linea laterale presenta squame ingrossate (scudetti) nella parte posteriore.

La colorazione è verdastra sul dorso, argentata sui fianchi e bianchi nella regione ventrale, spesso sono presenti riflessi dorati, su tutto il corpo. La macchia nera sul bordo dell'opercolo branchiale spesso è poco visibile.

Misura fino a 40 cm di lunghezza.

## Pesca
Si cattura con reti a strascico, reti da circuizione e lenze a traina. Le carni sono ottime ma non ha importanza commerciale data la rarità.

## Tassonomia
Talvolta questa specie è stata attribuita al genere Decapterus.